# Chasseur de sous-marins

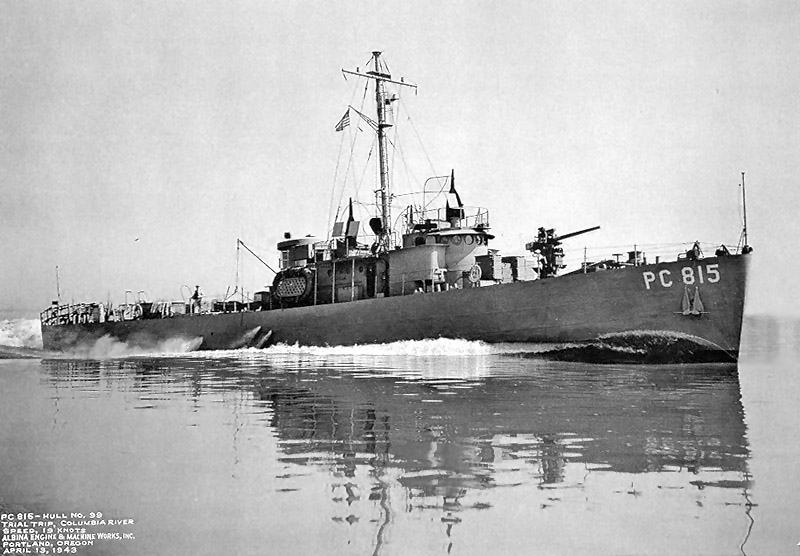
L'USS PC-815 durant la Seconde Guerre mondiale.

Un chasseur de sous-marins est un petit bâtiment de guerre très manœuvrant spécialement destiné à la lutte anti-sous-marine. Bien que des navires similaires ont été conçus et utilisés par de nombreux pays, cette désignation a été le plus généralement utilisée pour les navires construits aux États-Unis. Beaucoup d'unités de chasseurs de sous-marins de l'US Navy ont été utilisées par les Alliés dans le cadre d'un programme Prêt-Bail durant la Seconde Guerre mondiale.

## Service
Les chasseurs de l'US Navy ont été conçus spécifiquement pour détruire les sous-marins de l'Empire allemand durant la Première Guerre mondiale, puis les sous-marins de l'empire du Japon et du Troisième Reich allemand durant la Seconde Guerre mondiale.

## Conception
Pour la Première Guerre mondiale les bâtiments, à coque généralement en bois, ne dépassaient pas une longueur de 110 pieds (34 mètres) et montraient un indicatif visuel commençant par SC (Submarine Chaser) suivi de trois chiffres. Leur arme principale était la grenade anti-sous-marine avec un complément de défense anti-aérienne composée de canons de lutte antiaérienne et de mitrailleuses lourdes. Les bâtiments plus grands, d'une longueur de 173 pieds (53 mètres), portaient un indicatif visuel PC (Patrol Coastal) suivi lui aussi de trois chiffres.
L'amirauté britannique, dès 1915, mit en service un modèle plus petit, de 80 pieds (24 mètres) et plus rapide avec un armement d'un canon anti-aérien de 76 mm, des grenades anti-sous-marines et un système de balayage anti-mines (paravane).

### États-Unis
- Classe SC-1
- Classe SC-497
- Classe PC-461

### France
- Classe C 101
- Classe Chasseur 1
- Classe Chasseur 5
- Classe Chasseur 41